# Harry Belafonte

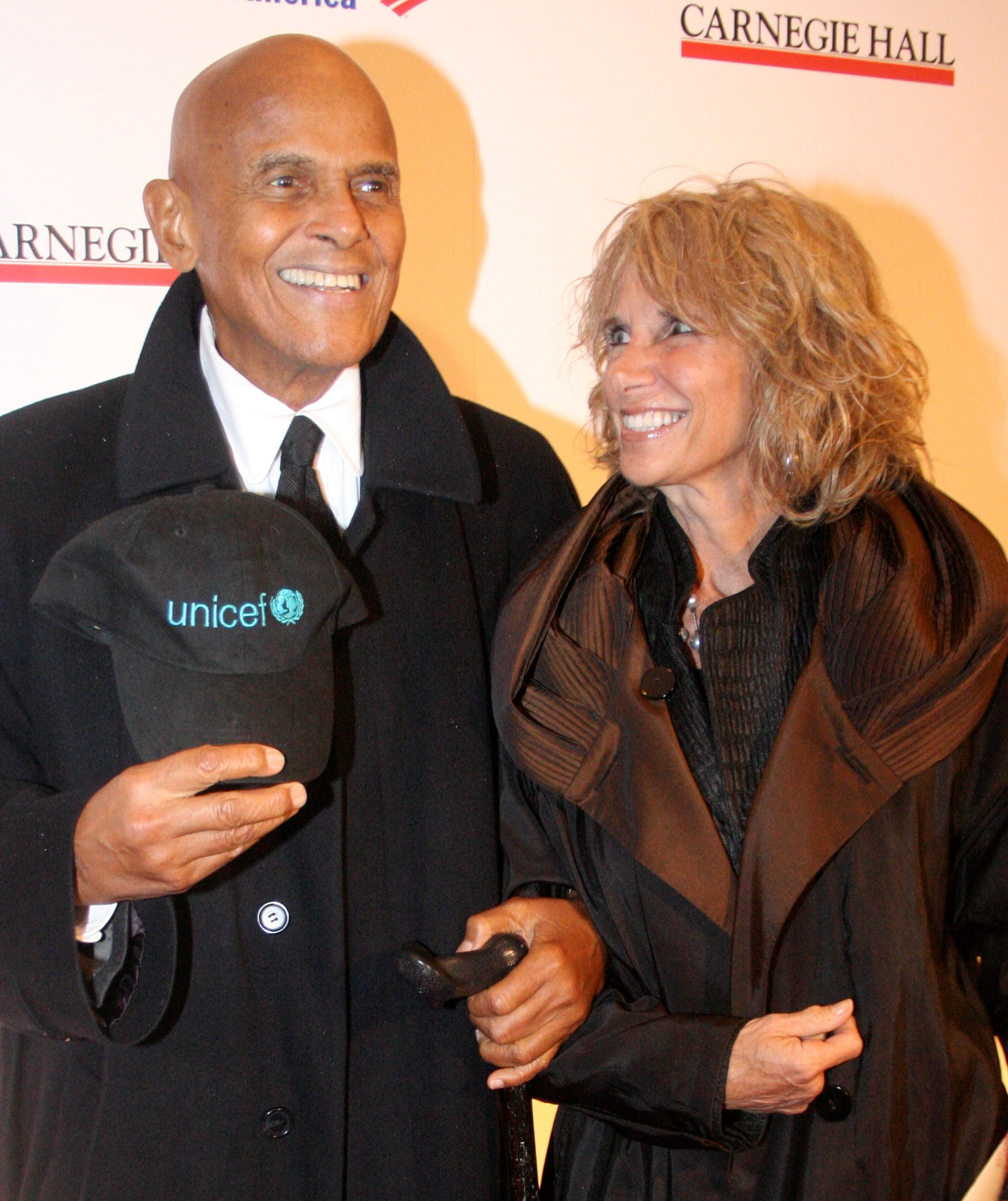
Belafonte cu soția sa Pamela, în aprilie 2011

Harold George "Harry" Belafonte, Jr. (n. 1 martie 1927, New York City, New York, SUA – d. 25 aprilie 2023, New York City, New York, SUA) a fost un cântăreț, compozitor, activist social și actor american. Belafonte era cunoscut, în special, pentru melodia sa "The Banana Boat Song". De-a lungul carierei sale a fost un apărător al drepturilor omului și al cauzelor umanitare, fiind un puternic critic al administrației lui George W. Bush.

## Filmografie
- Bright Road (1953)
- Carmen Jones (1954)
- Island in the Sun (1957)
- The Heart of Show Business (1957) (film scurt)
- The World, the Flesh and the Devil (1959)
- Odds Against Tomorrow (1959)
- King: A Filmed Record... Montgomery to Memphis (1970) (documentar) (narator)
- The Angel Levine (1970)
- Buck and the Preacher (1972)
- Uptown Saturday Night (1974)
- Fundi: The Story of Ella Baker (1981) (documentar)
- A veces miro mi vida (1982)
- Drei Lieder (1983) (film scurt)
- Sag nein (1983) (documentar)
- Der Schönste Traum (1984) (documentar)
- We Shall Overcome (1989) (documentar) (narator)
- The Player (1992) (Cameo)
- Ready to Wear (1994) (Cameo)
- Hank Aaron: Chasing the Dream (1995)
- White Man's Burden (1995)
- Jazz '34 (1996)
- Kansas City (1996)
- Scandalize My Name: Stories from the Blacklist (1998) (documentar)
- Fidel (2001) (documentar)
- XXI Century (2003) (documentar)
- Conakry Kas (2003) (documentar)
- Ladders (2004) (documentar) (narator)
- Mo & Me (2006) (documentar)
- Bobby (2006)
- Motherland (2009) (documentar)
- Sing Your Song (2011) (documentar)